# Шеро (Јужна Каролина)
Шеро (енгл. Cheraw) град је у америчкој савезној држави Јужна Каролина.

## Демографија
По попису из 2010. године број становника је 5.851, што је 327 (5,9%) становника више него 2000. године.
| Група             | 2000.         | 2010.         |
| Белци             | 2.515 (45,5%) | 2.344 (40,1%) |
| Афроамериканци    | 2.884 (52,2%) | 3.275 (56,0%) |
| Азијати           | 45 (0,8%)     | 36 (0,6%)     |
| Хиспаноамериканци | 44 (0,8%)     | 63 (1,1%)     |
| Укупно            | 5.524         | 5.851         |